# Voyage en Italie (Goethe)
Voyage en Italie (Italienische Reise) est le souvenir d'un récit de voyage provenant du journal, et de la correspondance échangée de Johann Wolfgang von Goethe lors de son voyage en Italie de 1786 à 1787 et publié en 1816-1817.

## L'itinéraire du voyage
Il se déroule grosso modo selon un axe nord-sud depuis le col du Brenner jusqu'en Sicile. Après une visite du lac de Garde, Goethe découvre Vérone, les portes de la ville, son arène, le Museo Lapidario Maffeiano (de) et le jardin du Palazzo Giusti. À Vicence, il admire le théâtre olympique, la basilique et les villas de Palladio, qu’il trouve extraordinaires.  À Padoue, il tient absolument à voir l’université, son théâtre anatomique, le palazzo della Ragione et le jardin botanique, le plus ancien encore existant au monde, ainsi que plusieurs édifices religieux. Venise est visitée presque entièrement. Il fait une brève halte à Ferrare, et à Bologne il remarque les nombreuses galeries d'arcades et monte sur la Tour degli Asinelli. À Florence, il visite au pas de charge le jardin de Boboli et son centre historique. À Pérouse, il note que les auberges sont inconfortables et, à Spolète, il est émerveillé par l'aqueduc romain.
Arrivé à Rome, il rencontre plusieurs artistes allemands et se lie d'amitié avec Johann Heinrich Wilhelm Tischbein et Angelica Kauffmann. Tischbein l'accompagne à Naples et peint l'un des portraits les plus célèbres de l'écrivain, Goethe dans la campagne romaine.
Dans son journal, il marque un certain intérêt pour la géologie des régions de l'Europe méridionale. Il démontre une grande connaissance dans chaque matière. Le plus souvent, il dessine  les échantillons de minéraux et de roches qu'il récupère de la montagne et des lits des rivières. En Campanie, il effectue également plusieurs randonnées sur le sommet du Vésuve, où il répertorie  différentes coulées de lave et d'éjectas. Il est tout aussi capable de reconnaître diverses espèces de plantes et de flores, qui le stimulent dans sa réflexion sur les théories de la botanique.
À Palerme, Goethe effectue une recherche pour ce qu'il a appelé Urpflanze, une plante qui serait l'archétype de toutes les plantes.

## Perfectionnement à l'Art
Tandis que plus de crédibilité peut être attribuée à ses investigations scientifiques, Goethe nourrit une passion admirative pour l'art. Se référant à  Palladio et Johann Joachim Winckelmann, Goethe élargit sa sensibilité sur les concepts de beauté et sur les caractéristiques de l'architecture classique.
En effet, dans ses lettres il présente régulièrement des observations sur sa connaissance de l'art notamment l'effet bénéfique que Rome a provoqué en lui. La profusion d'objets et d'édifices de grande qualité architectonique se révèle cruciale dans son apprentissage artistique au cours de ces deux années, loin de son pays natal.